# Aetheometra iconoclasis
Aetheometra iconoclasis är en fjärilsart som beskrevs av Louis Beethoven Prout 1931. Aetheometra iconoclasis ingår i släktet Aetheometra och familjen mätare. Inga underarter finns listade i Catalogue of Life.